# Nathan Son Matsubara
Nathan Son Matsubara (* 1997) je japonský violoncellista, jenž působí rovněž v České republice.

## Život
V Praze navštěvoval místní Japonskou školu. S hrou na violoncello začal ve věku jedenácti let u Margit Šístkové, pedagožky v Základní hudební škole v Praze 8. Poté navštěvoval Gymnázium a Hudební školu hlavního města Prahy na tamním Žižkově. Následně pokračoval u Tomáše Jamníka a Mirko Škampy v Praze. Navštěvoval rovněž lekce například u Reinharda Latzko, Michaely Fukačové či pod vedením Michala Kaňky.
Ve hře na violoncello se zúčastňoval národních soutěží v České republice, ve kterých se umisťoval na prvním nebo druhém místě. Vedle českých soutěží se účastnil také Mezinárodní soutěže Bohdana Warchala, která se koná na Slovensku. Na ní ho v roce 2015 porota ocenila druhým místem.
Vystoupil na koncertech jak v České republice, kde předvedl své umění například v kostele U Jákobova žebříku nebo při zahájení výstavy v Nové síni Rabasovy galerie v Rakovníku, tak rovněž v Německu či Litvě (dle jiných zdrojů však nevystupoval na koncertě v Litvě, nýbrž v jiné pobaltské zemi, a sice v Lotyšsku), v Japonsku, Jižní Koreji nebo ve Spojených státech amerických. V roce 2019 vystupoval na hudební prezentaci České republiky nazvané „Autumn Festa“, kterou pořádalo velvyslanectvím této země v Hosoda Hall Technol Convention Center ve městě Oarai v japonské prefektuře Ibaraki. Roku 2016 úspěšně získal stipendium na Hudební konzervatoři Bard College, kde pokračuje ve svých studiích. K roku 2018 byl zapsán na obor matematika – violoncello, ve kterém ho pedagogicky vedl profesor Peter Wiley. Vedle toho se však zabývá též komorní hudbě, kterou studuje u Petra Serkina či u Weigang Li.
Roku 2010 se se svou výtvarnou prací úspěšně zúčastnil Mezinárodní dětské výtvarné výstavy Lidice 2010, na níž za své dílo převzal z rukou ředitele Japonského kulturního a informačního centra Koheie Tsukamota na slavnostním vyhlášení konaném v květnu toho roku v Lidické galerii Památníku Lidice medaili. Jednotliví autoři v tomto ročníku tvořili svá díla na téma Biodiverzita – rozmanitost živé přírody. Nathan Matsubara Son vytvořil kresbu, která zachycovala kočkovitou šelmu mezi stromy.